# Telmatobius simonsi
Espèce
Statut de conservation UICN

 NT  : Quasi menacé
Telmatobius simonsi est une espèce d'amphibiens de la famille des Telmatobiidae.

## Répartition
Cette espèce est endémique des Andes boliviennes. Elle se rencontre entre 1 000 et 2 800 m d'altitude dans les départements de Chuquisaca, de Cochabamba et de Santa Cruz,.

## Publication originale
- Parker, 1940 : The Percy Sladen Trust Expedition to Lake Titicaca in 1937. XII. Amphibia. Transactions of the Linnean Society of London, ser. 3, vol. 1, p. 203–216.